# Mad Max (computerspel uit 2015)
Mad Max is een action-adventurespel ontwikkeld door Avalanche Studios. Het spel wordt uitgegeven door Warner Bros. Interactive Entertainment en kwam in september 2015 uit voor de PlayStation 4, Windows en de Xbox One. Op 20 oktober 2016 kwam het spel ook voor Linux en macOS uit, geporteerd door Feral Interactive. Het spel kwam enkele maanden na de release van Mad Max: Fury Road uit.

## Synopsis
In Mad Max speelt de speler als Max Rockatansky, een voormalig politieagent, die probeert te overleven in een vijandig woestijngebied. Nadat Max' auto, de V8 Interceptor, werd gestolen door onderdanen van Scabrous Scrotus, tracht hij wraak te nemen. Hij wordt vergezeld door de gebochelde monteur Chumbucket en probeert in de zoektocht naar wraak ook zijn nieuwe auto, de Magnum Opus, te perfectioneren.
Het spel wordt gespeeld in een open wereld en is gevuld met vijandige kampen, zwervers en resources. De gameplay omvat hoofdzakelijk mêlée- en voertuiggevechten. De Magnum Opus kan worden uitgebreid met onder andere pantser, nitro en een harpoen om beter strijd te kunnen leveren tegen vijandige voertuigen.

## Ontvangst
| Recensiescore       | Recensiescore                        |
| Recensieverzamelaar | Score                                |
| ------------------- | ------------------------------------ |
| Metacritic          | 69/100 (PS4) 73/100 (pc) 72/100 (X1) |
| Publicist           | Score                                |
| Gamer.nl            | 8/10 (PS4)                           |
| InsideGamer         | 6/10 (PS4)                           |
| Power Unlimited     | 73/100 (PS4)                         |
| XGN                 | 8/10 (PS4)                           |

Mad Max is gemengd ontvangen door recensenten. Het spel heeft scores van 69, 72 en 73 op recensieverzamelaar Metacritic voor de verschillende platformen.